# Daniel Clementinus
Daniel Clementinus (zm. 1644 w Chmielniku) – pastor kalwiński, pisarz, minister zboru kalwińskiego w Górach, kaznodzieja w Jodłówce (obecnie Szczepanowice (powiat tarnowski), Wiatowicach, Górach i na końcu w Chmielniku. Pisarz, polemizował z braćmi polskimi, w szczególności z Jonaszem Szlichtyngiem. Autor wydanej w roku 1623 książki Antilogiae at Absurda (Sprzeciwieństwa i niesłuszności wypływające z Opinijej Socynistów Ponurzonych), w której polemizował m.in. z Grzegorzem Pawłem z Brzezin. Był wychowankiem alumnatu założonego przez wojewodę bełskiego Rafała Leszczyńskiego.